# Pierre-Emmanuel Caprace
Pierre-Emmanuel Caprace (* 1981) ist ein belgischer Mathematiker.
1999 erhielt er die Bronzemedaille auf der Internationalen Mathematikolympiade. Caprace wurde 2005 an der Freien Universität Brüssel bei Bernhard Mühlherr promoviert (Abstract Homomorphisms of Split Kac-Moody Groups). Er lehrt an der Katholischen Universität Löwen.
Er befasst sich mit geometrisch interessanten Gruppen und deren algebraischer Struktur, zum Beispiel Kac-Moody-Gruppen.
2015 erhielt er mit Nicolas Monod den Berwick-Preis für ihre Arbeiten über Isometriegruppen von CAT(0)-Räumen. Nach der offiziellen Würdigung erweiterten sie dadurch die reichhaltige klassische Theorie von Gittern in halbeinfachen Gruppen und Erweiterungen dieser Theorie von Michail Leonidowitsch Gromow und anderen. Sie bewiesen (algebraische und geometrische) Produkt-Zerlegungssätze im Sinn von Georges de Rham, wobei symmetrische Räume und euklidische Gebäude in schöner Weise aus der Bedingung folgen, dass Stabilisatoren im Unendlichen kokompakt auf dem Inneren wirken, was klassische Rangstarrheitssätze verallgemeinert (Laudatio).
2022 war er eingeladener Sprecher auf dem Internationalen Mathematikerkongress (A totally disconnected invitation to locally compact groups, mit George Willis). 2023 wurde er zum ordentlichen Mitglied der Académie royale des Sciences, des Lettres et des Beaux-Arts de Belgique gewählt.

## Schriften
- mit Nicolas Monod:  Isometry groups of non-positively curved spaces, Teil 1, Structure theory, Teil 2, Discrete subgroups, Journal of Topology, Band 2, 2009, S. 661–700, 701–746, Arxiv, Arxiv, Teil 2
- mit T. De Medts: Trees, contraction groups, and Moufang sets, Duke Math. J.,. Band 162, 2013, S. 2413–2449.
- mit Koji Fujiwara: Rank one isometries of buildings and quasi-morphisms of Kac-Moody groups,  Geom. Funct. Anal., Band 19, 2010, S. 1296–1319.
- mit N. Monod: Decomposing locally compact groups into simple pieces, Math. Proc. Cambridge Philos. Soc., Band 150, Nr. 1, 2011, S. 97–128.
- mit M. Sageev: Rank rigidity for CAT(0) cube complexes, Geom. Funct. Anal., Band 21, 2011, S. 4, 851--891.
- mit C. Reid, G. Willis: Locally normal subgroups of simple locally compact groups, C. R. Math. Acad. Sci. Paris, Band 351, 2013, S.  657–661.
- mit N. Monod: Fixed points and amenability in non-positive curvature, Math. Ann., Band 356, 2013, S. 1303–1337.
- mit Ph. Wesolek: Elementary totally disconnected locally compact groups, Proc. Lond. Math. Soc., Band 110, 2015, S. 1387–1434.
- mit B. Mühlherr: Isomorphisms of Kac-Moody groups, Invent. Math., Band 161. 2005, S. 361–388.
- mit Bertrand Rémy: Simplicity and superrigidity of twin building lattices, Invent. Math., Band 176, 2009, S. 169–221.